# Cerrophidion
Cerrophidion – rodzaj węży z podrodziny grzechotników (Crotalinae) w rodzinie żmijowatych (Viperidae).

## Zasięg występowania
Rodzaj obejmuje gatunki występujące w Meksyku i Ameryce Centralnej.

## Systematyka

### Etymologia
Cerrophidion: hiszp. cerro „góra”; gr. οφιδιον ophidion „wężyk, mały wąż”, zdrobnienie od οφις ophis, οφεως opheōs „wąż”.

### Podział systematyczny
Do rodzaju należą następujące gatunki:
- Cerrophidion godmani (Günther, 1863)
- Cerrophidion petlalcalensis López-Luna, Vogt & Torre-Loranca, 1999
- Cerrophidion sasai Jadin, Townsend, Castoe & Campbell, 2012
- Cerrophidion tzotzilorum (Campbell, 1985)
- Cerrophidion wilsoni Jadin, Townsend, Castoe & Campbell, 2012

Gatunek C. barbouri został w 2011 r. przeniesiony do rodzaju Mixcoatlus.